# マジキュー ラブラドールリボルバー
マジキュー ラブラドールリボルバーは、ラジオ関西で2004年4月3日より放送開始されたエンターブレイン刊行誌「マジキュー」提供によるラジオ番組。パーソナリティは新谷良子。ラジオ関西放送後にランティスウェブラジオでも再配信が行われていた。
2005年7月よりインターネットラジオへと移行し、ランティスウェブラジオのみでの配信となった。
「マジキュー」による企画作品であるゲーム『らぶドル 〜Lovely Idol〜』、アニメ『ぺとぺとさん』の情報を積極的に扱っていた。

## 放送概要
- ラジオ関西：2004年4月3日 - 2005年6月25日、毎週土曜日26：30 - 27：00
- ランティスウェブラジオ：2004年4月9日 - 2007年3月30日、毎週金曜日更新、バックナンバーは最新分含めて5回分

## コーナー
2005年10月はコーナーリニューアル月間。それに伴う新コーナーを含む番組内容は以下の通り。
- ラブラドールトーク

新谷のフリートークのコーナー。ふつおたなどを募集する。
- 妄想めたもるふぉーぜ

与えられたテーマに沿って新谷がショートストーリーを演じるコーナー。シチュエーションやシナリオなどを募集する。
- 新コーナーは何が良いかみんなで一緒に考えたりするコーナー的な何か

CD企画ぷろじぇくとが終了し、次のコーナーをどうするかを考えたりリスナーから募集するコーナー。
1つお題を決めて新谷がそのお題にそって1人しりとりをすると言うのが何故か毎回コーナーの冒頭に行われている。
- バンビポップりくえすと

新谷の曲をリクエストで流すコーナー。リクエストとその曲の思い出などを募集する。

## 終了したコーナー
- どじっこシアター2005（ - 2005年9月）
- りょーこの不思議妖怪ギャラリーぺとぺとさん（ - 2005年9月。アニメ「ぺとぺとさん」終了に伴う）
- ギョウカイちゃん
- CD企画ぷろじぇくと

番組発の新しいCDを一緒に考えていくコーナー。その企画案などを募集する

## ゲスト
- 荻原秀樹（第29回・第30回）
- 茅原実里（第130回）
- 中原麻衣（第131回）
- 酒井香奈子（第132回）
- 桃井はるこ（第134回）

## 関連CD
- chu→lip☆リボルバー（2004年12月22日）
- ラブリボうっひゃらCD ちゅーりっぷ「天」の巻（2005年7月21日）
- ラブリボうっひゃらCD ちゅーりっぷ「地」の巻（2005年8月24日）
- ラブリボうっひゃらCD ちゅーりっぷ「人」の巻（2005年10月26日）
- おたんじょうびCD らぶりぼ〜姫とあなたとおばけちゃん〜（2006年4月5日）